# Lijst van Braziliaanse ministers van Buitenlandse Zaken
Hieronder staat de lijst van ministers van Buitenlandse Zaken van Brazilië.

## Braziliaanse Ministers van Buitenlandse Zaken (1822-heden)

### Keizerrijk Brazilië(1822-1889)

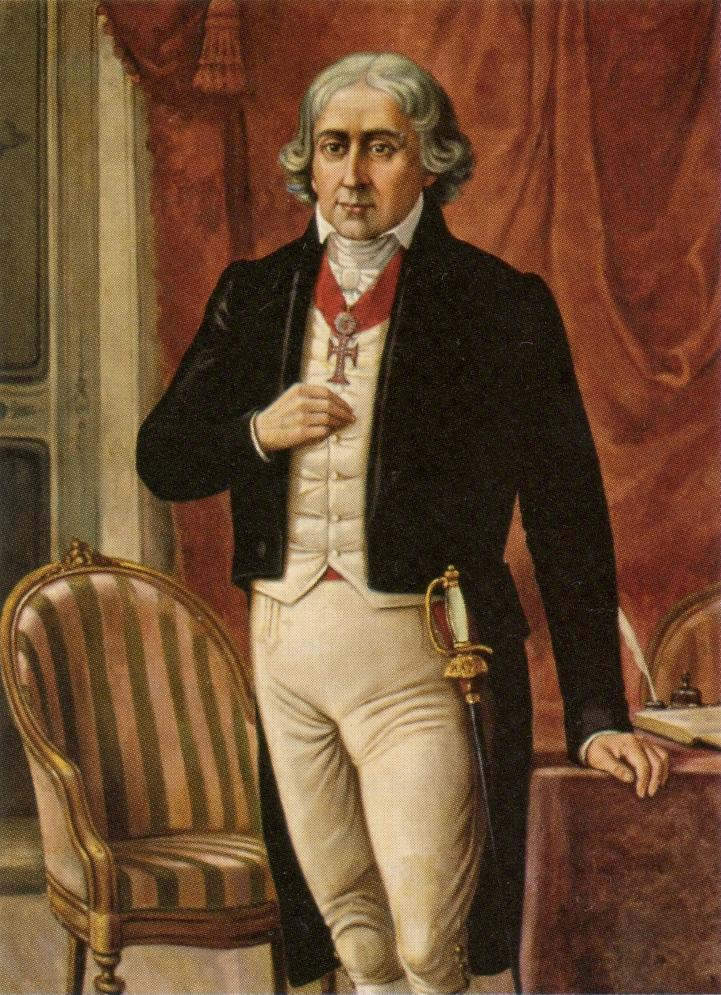
José Bonifácio de Andrada e Silva (1822-1823)

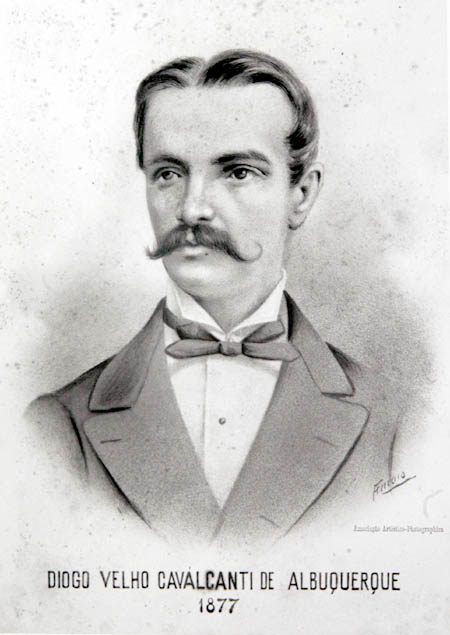
Visconde de Cavalcanti (1877-1878)

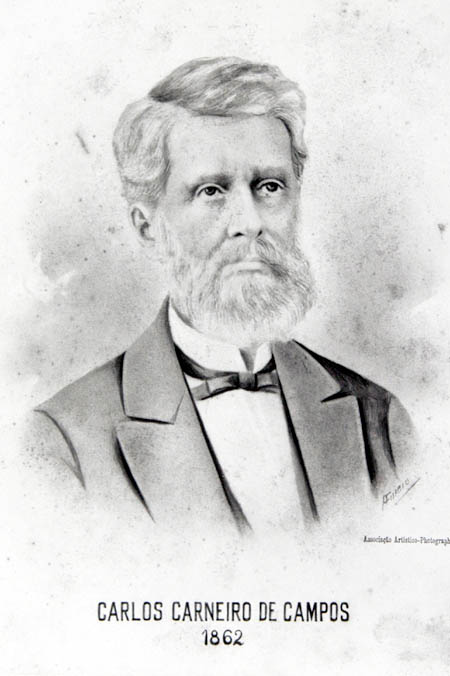
Visconde de Caravelas (1883-1885)

| Minister                                                         | Periode          |
| ---------------------------------------------------------------- | ---------------- |
| José Bonifácio de Andrada e Silva                                | 1822 - 1823      |
| José Joaquim Carneiro de Campos, Marquês de Caravelas            | 1823             |
| Luís José de Carvalho e Melo, Visconde da Cachoeira              | 1823 - 1825      |
| José Egídio Álvares de Almeida, Marquês de Santo Amaro           | 1825 - 1826      |
| Antônio Luís Pereira da Cunha, Visconde de Inhambupe             | 1826 - 1827      |
| João Severiano Maciel da Costa, Marquês de Queluz                | 1827             |
| João Carlos Augusto de Oyenhausen-Gravenburg, Marquês de Aracati | 1827 - 1829      |
| Miguel Calmon du Pin e Almeida, Marquês de Abrantes              | 1829 - 1830      |
| Francisco Carneiro de Campos                                     | 1830 - 1832      |
| Bento da Silva Lisboa, Barão de Cairu                            | 1832 - 1834      |
| Aureliano de Sousa e Oliveira Coutinho, Visconde de Sepetiba     | 1834 - 1835      |
| Manuel Alves Branco, Visconde de Caravelas                       | 1835 - 1836      |
| Antônio Paulino Limpo de Abreu, Visconde de Abaeté               | 1836             |
| Gustavo Adolfo de Aguilar Pantoja                                | 1836 - 1837      |
| Antônio Paulino Limpo de Abreu, Visconde de Abaeté               | 1837             |
| Francisco Gê Acaiaba de Montezuma, Visconde de Jequitinhonha     | 1837             |
| Antônio Peregrino Maciel Monteiro, Barão de Itamaracá            | 1837 - 1839      |
| Cândido Batista de Oliveira                                      | 1839             |
| Caetano Maria Lopes Gama, Visconde de Maranguape                 | 1839 - 1840      |
| Aureliano de Sousa e Oliveira Coutinho, Visconde de Sepetiba     | 1840 - 1843      |
| Honório Hermeto Carneiro Leão, Marquês de Paraná                 | 1843             |
| Paulino José Soares de Sousa, Visconde de Uruguai                | 1843 - 1844      |
| Ernesto Ferreira França                                          | 1844 - 1845      |
| Antônio Paulino Limpo de Abreu, Visconde de Abaeté               | 1845 - 1846      |
| Bento da Silva Lisboa, Barão de Cairu                            | 1846 - 1847      |
| Saturnino de Sousa e Oliveira Coutinho                           | 1847 - 1848      |
| Bernardo de Sousa Franco, Visconde de Sousa Franco               | 1848             |
| Antônio Paulino Limpo de Abreu, Visconde de Abaeté               | 1848             |
| José Antônio Pimenta Bueno, Marquês de São Vicente               | 1848             |
| Pedro de Araújo Lima, Marquês de Olinda                          | 1848 - 1849      |
| Paulino José Soares de Sousa, Visconde de Uruguai                | 1849 - 1853      |
| Antônio Paulino Limpo de Abreu, Visconde de Abaeté               | 1853 - 1855      |
| José Maria da Silva Paranhos, Visconde do Rio Branco             | 1855 - 1857      |
| Caetano Maria Lopes Gama                                         | 1857 - 1858      |
| José Maria da Silva Paranhos, Visconde do Rio Branco             | 1858 - 1859      |
| João Lins Vieira Cansansão de Sinimbu, Visconde de Sinimbu       | 1859 - 1861      |
| Antônio Coelho de Sá e Albuquerque                               | 1861             |
| Benevenuto Augusto de Magalhães Taques                           | 1861 - 1862      |
| Carlos Carneiro de Campos, Visconde de Caravelas                 | 1862             |
| Miguel Calmon du Pin e Almeida, Marquês de Abrantes              | 1862 - 1864      |
| Francisco Xavier Pais Barreto                                    | 1864             |
| João Pedro Dias Vieira                                           | 1864             |
| Carlos Carneiro de Campos, Visconde de Caravelas                 | 1864             |
| João Pedro Dias Vieira                                           | 1864 - 1865      |
| José Antônio Saraiva                                             | 1865 - 1866      |
| Martim Francisco Ribeiro de Andrada                              | 1866             |
| Antônio Coelho de Sá e Albuquerque                               | 1866 - 1867      |
| João Lustosa da Cunha Paranaguá, Marquês de Paranaguá            | 1867 - 1868      |
| João Silveira de Sousa                                           | 1868             |
| José Maria da Silva Paranhos, Visconde do Rio Branco             | 1868 - 1869/1870 |
| José Antônio Pimenta Bueno, Marquês de São Vicente               | 1870 - 1871      |
| Manuel Francisco Correia                                         | 1871 - 1873      |
| Carlos Carneiro de Campos, Visconde de Caravelas                 | 1873 - 1875      |
| João Maurício Wanderley, Barão de Cotejipe                       | 1875 - 1877      |
| Diogo Velho Cavalcanti de Albuquerque, Visconde de Cavalcanti    | 1877 - 1878      |
| Domingos de Sousa Leão, Barão de Vila Bela                       | 1878 - 1879      |
| Antônio Moreira de Barros                                        | 1879 - 1880      |
| Pedro Luís Pereira de Sousa                                      | 1880 - 1881      |
| Franklin Américo de Menezes Dória                                | 1881 - 1882      |
| Filipe Franco de Sá                                              | 1882             |
| Lourenço Cavalcanti de Albuquerque                               | 1882 - 1883      |
| Francisco de Carvalho Soares Brandão                             | 1883 - 1884      |
| João da Mata Machado                                             | 1884             |
| Manuel Pinto de Sousa Dantas                                     | 1884 - 1885      |
| João Lustosa da Cunha Paranaguá, Marquês de Paranaguá            | 1885             |
| João Maurício Wanderley, Barão de Cotejipe                       | 1885 - 1888      |
| Antônio da Silva Prado                                           | 1888             |
| Rodrigo Augusto da Silva                                         | 1888 - 1889      |
| José Francisco Diana                                             | 1889             |

### Republiek Brazilië(1889-1985)

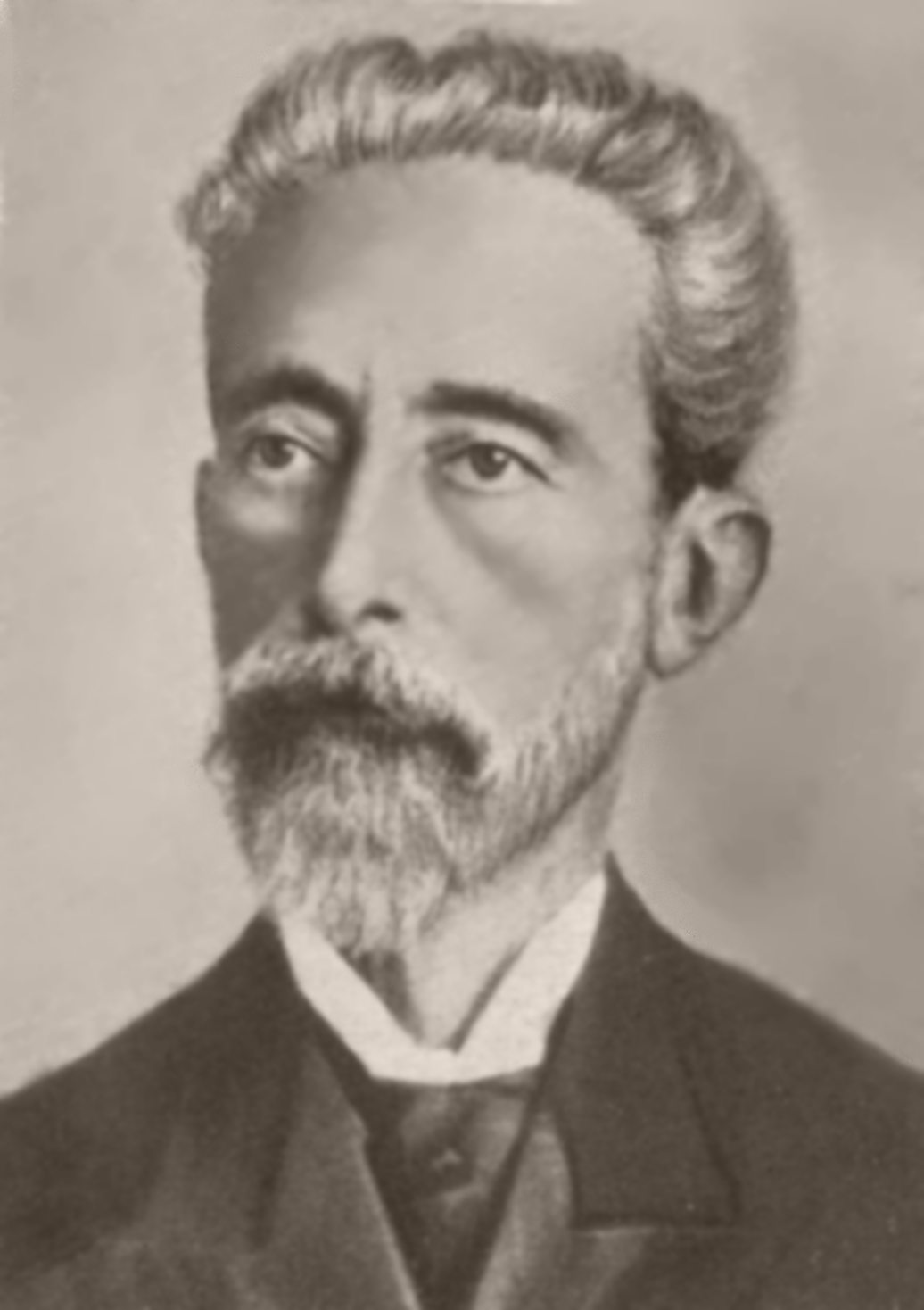
Quintino Bocaiúva (1889-1891)

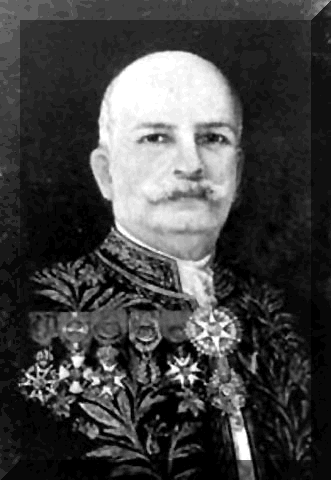
Barão do Rio Branco (1902-1912)

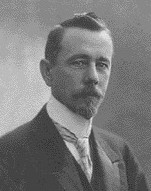
Lauro Müller (1912-1917)

| Minister                                                 | Periode     |
| -------------------------------------------------------- | ----------- |
| Quintino Bocaiúva                                        | 1889 - 1891 |
| Justo Leite Chermont                                     | 1891        |
| Fernando Lobo Leite Pereira                              | 1891 - 1892 |
| Inocêncio Serzedelo Correia                              | 1892        |
| Antônio Francisco de Paula Sousa                         | 1892 - 1893 |
| Felisbelo Firmo de Oliveira Freire                       | 1893        |
| João Filipe Pereira                                      | 1893        |
| Alexandre Cassiano do Nascimento                         | 1893 - 1894 |
| Carlos Augusto de Carvalho                               | 1894 - 1896 |
| Dionísio Evangelista de Castro Cerqueira                 | 1896 - 1898 |
| Olinto de Magalhães                                      | 1898 - 1902 |
| José Maria da Silva Paranhos Júnior, Barão do Rio Branco | 1902 - 1912 |
| Lauro Severiano Müller                                   | 1912 - 1917 |
| Nilo Procópio Peçanha                                    | 1917 - 1918 |
| Domício da Gama                                          | 1918 - 1919 |
| José Manuel de Azevedo Marques                           | 1919 - 1922 |
| José Félix Alves Pacheco                                 | 1922 - 1926 |
| Otávio Mangabeira                                        | 1926 - 1930 |
| Afrânio de Melo Franco                                   | 1930 - 1934 |
| Félix de Barros Cavalcanti de Lacerda                    | 1934        |
| José Carlos de Macedo Soares                             | 1934 - 1937 |
| Mário de Pimentel Brandão                                | 1937 - 1938 |
| Osvaldo Euclides de Sousa Aranha                         | 1938 - 1945 |
| Pedro Leão Veloso                                        | 1945 - 1946 |
| João Neves da Fontoura                                   | 1946        |
| Raul Fernandes                                           | 1946 - 1951 |
| João Neves da Fontoura                                   | 1951 - 1953 |
| Vicente Paulo Francisco Rao                              | 1953 - 1954 |
| Raul Fernandes                                           | 1954 - 1955 |
| José Carlos de Macedo Soares                             | 1955 - 1958 |
| Francisco Negrão de Lima                                 | 1958 - 1959 |
| Horácio Lafer                                            | 1959 - 1961 |
| Afonso Arinos de Melo Franco                             | 1961        |
| Francisco Clementino de San Tiago Dantas                 | 1961 - 1962 |
| Afonso Arinos de Melo Franco                             | 1962        |
| Hermes Lima                                              | 1962 - 1963 |
| Evandro Cavalcanti Lins e Silva                          | 1963        |
| João Augusto de Araújo Castro                            | 1963 - 1964 |
| Vasco Leitão da Cunha                                    | 1964 - 1966 |
| Juracy Montenegro Magalhães                              | 1966 - 1967 |
| José de Magalhães Pinto                                  | 1967 - 1969 |
| Mário Gibson Barbosa                                     | 1969 - 1974 |
| Antônio Francisco Azeredo da Silveira                    | 1974 - 1979 |
| Ramiro Elísio Saraiva Guerreiro                          | 1979 - 1985 |

### Huidige Zesde Republiek (1985-heden)
|  | Movimento Democrático Brasileiro (PMDB/MDB)    |
|  | Partido Progressista (PP)                      |
|  | Partido da Reconstrução Nacional (PRN)         |
|  | Partido da Social Democracia Brasileira (PSDB) |
|  | Partido Social Liberal (PSL)                   |
|  | Partido dos Trabalhadores (PT)                 |
|  | Onafhankelijken (-)                            |

| Nr. | Minister | Minister                                     | Minister | Ambtstermijn     | Ambtstermijn     | President                 | President |
| --- | -------- | -------------------------------------------- | -------- | ---------------- | ---------------- | ------------------------- | --------- |
| 115 |          | Olavo Setúbal (1923-2008)                    |          | 15 maart 1985    | 14 februari 1986 | José Sarney               |           |
| 116 |          | Abreu Sodré (1917-1999)                      |          | 14 februari 1986 | 15 maart 1990    | José Sarney               |           |
| 117 |          | Francisco Rezek (1944)                       |          | 15 maart 1990    | 13 april 1992    | Fernando Collor           |           |
| 118 |          | Celso Lafer (1941)                           |          | 13 april 1992    | 2 oktober 1992   | Fernando Collor           |           |
| 119 |          | Fernando Henrique Cardoso (1931)             |          | 2 oktober 1992   | 20 mei 1993      | Itamar Franco             |           |
| -   |          | Luiz Felipe Palmeira Lampreia (1941) Interim |          | 20 mei 1993      | 20 juli 1993     | Itamar Franco             |           |
| 120 |          | Celso Amorim (1942)                          |          | 20 juli 1993     | 1 januari 1995   | Itamar Franco             |           |
| 121 |          | Luiz Felipe Palmeira Lampreia (1941)         |          | 1 januari 1995   | 12 januari 2001  | Fernando Henrique Cardoso |           |
| -   |          | Luiz Felipe de Seixas Corrêa Interim         |          | 12 januari 2001  | 29 januari 2001  | Fernando Henrique Cardoso |           |
| 122 |          | Celso Lafer (1941)                           |          | 29 januari 2001  | 1 januari 2003   | Fernando Henrique Cardoso |           |
| 123 |          | Celso Amorim (1942)                          |          | 1 januari 2003   | 1 januari 2011   | Luiz Inácio Lula da Silva |           |
| 124 |          | Antonio Patriota (1954)                      |          | 1 januari 2011   | 26 augustus 2013 | Dilma Rousseff            |           |
| -   |          | Eduardo dos Santos (1952) Interim            |          | 26 augustus 2014 | 28 augustus 2014 | Dilma Rousseff            |           |
| 125 |          | Luiz Alberto Figueiredo (1955)               |          | 28 augustus 2013 | 31 december 2014 | Dilma Rousseff            |           |
| 126 |          | Mauro Vieira (1951)                          |          | 1 januari 2015   | 12 mei 2016      | Dilma Rousseff            |           |
| 127 |          | José Serra (1942)                            |          | 12 mei 2016      | 22 februari 2017 | Michel Temer              |           |
| -   |          | Marcos Bezerra Abbott Galvão (1959) Interim  |          | 22 februari 2017 | 7 maart 2017     | Michel Temer              |           |
| 128 |          | Aloysio Nunes (1945)                         |          | 7 maart 2017     | 31 december 2018 | Michel Temer              |           |
| 129 |          | Ernesto Araújo (1967)                        |          | 1 januari 2019   | 29 maart 2021    | Jair Bolsonaro            |           |
| 130 |          | Carlos Alberto França (1964)                 |          | 29 maart 2021    | 1 januari 2023   | Jair Bolsonaro            |           |
| 131 |          | Mauro Vieira (1951)                          |          | 1 januari 2023   | huidig           | Luiz Inácio Lula da Silva |           |